# Catasticta scurra
Catasticta scurra är en fjärilsart som beskrevs av Johannes Karl Max Röber 1924. Catasticta scurra ingår i släktet Catasticta och familjen vitfjärilar. Inga underarter finns listade i Catalogue of Life.